# Circuit de Magny-Cours
El circuit de Nevers Magny-Cours, sovint conegut simplement com a Magny-Cours, és un circuit de curses situat a prop de les localitats de Magny-Cours i Nevers, al departament del Nièvre, a Borgonya (França). Va acollir el Bol d'Or del 2000 al 2014, divuit edicions del Gran Premi de França de Fórmula 1 del 1991 al 2008 i una del Gran Premi de França de motociclisme (1992). Actualment acull la ronda francesa del Campionat del Món de Superbike.

## Història
El circuit va ser construït inicialment el 1959 per Jean Bernigaud, batlle de Magny-Cours i propietari dels terrenys, com a pista de kàrting i seu d'una escola de pilotatge, la qual formà pilots com ara François Cevert i Jacques Laffite entre d'altres. El 1960 es va inaugurar l'autòdrom per a competicions d'automobilisme, de 2.000 m de longitud, amb el nom de Circuit Jean Behra en homenatge al pilot francès Jean Behra, mort el 1959.
Durant la dècada del 1980, la pista va quedar abandonada fins que el consell departamental de Nièvre la va comprar i renovar amb la intenció de situar-la en l'àmbit internacional. El 1988 es va enderrocar l'antic circuit Jean Behra i se'n va construir un de completament nou, ara anomenat circuit automobile de Nevers Magny-Cours.

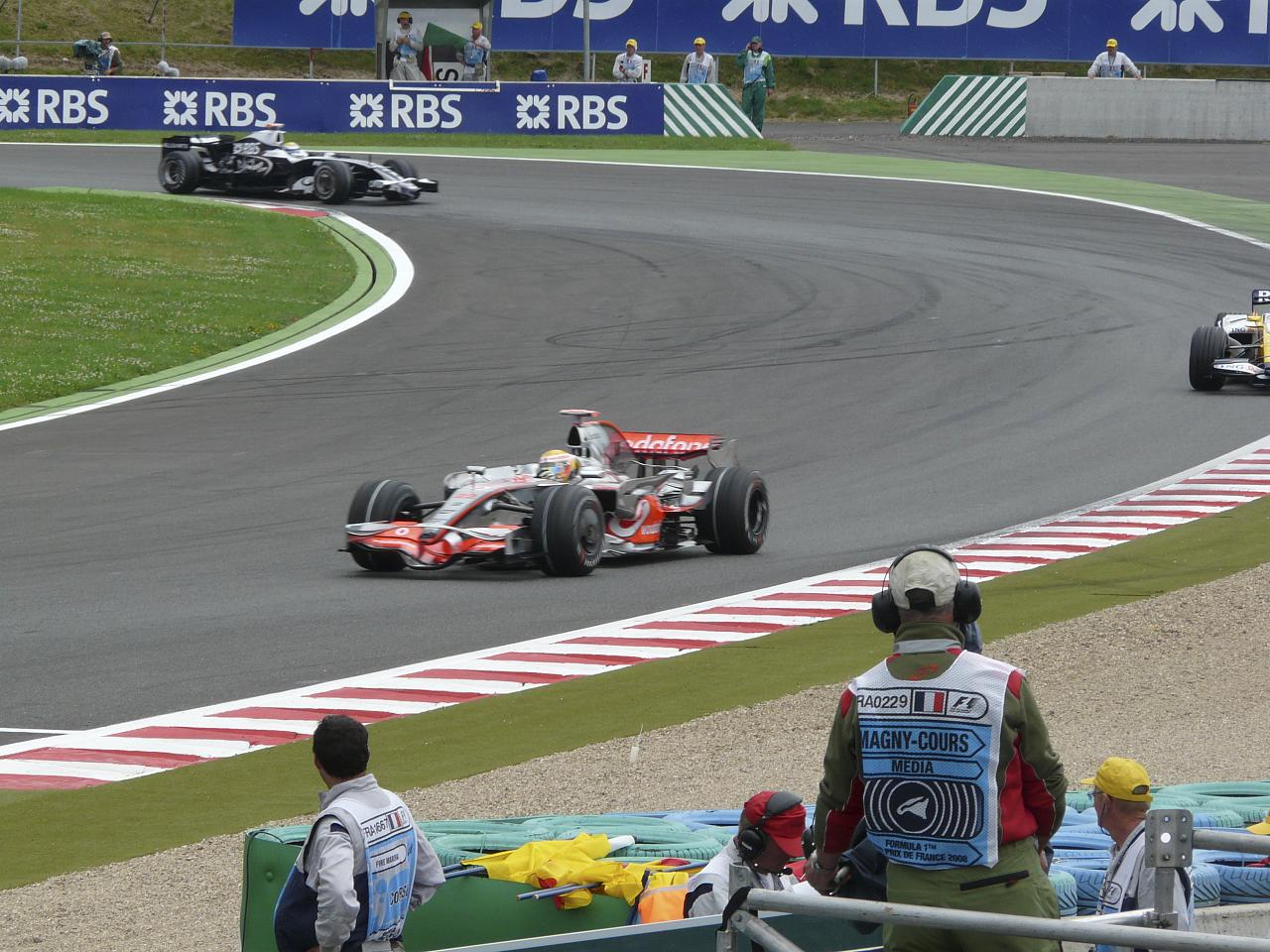
Lewis Hamilton seguit de dos corredors al GP de

Des de 1991, el circuit va acollir 18 edicions del Gran Premi de França de manera continuada. El 12 de maig de 2008, el propietari de la Fórmula 1 Bernie Ecclestone va anunciar que a partir del campionat de 2009 la cursa francesa ja no se celebraria a Magny-Cours; per tant, a falta d'altres candidats, el Gran Premi de França no va ser inclòs en el calendari de la temporada en qüestió.
Al setembre del 2012 la pista va tornar a acollir la Fórmula 1 gràcies a l'organització d'una sessió de proves per a pilots joves. El maig del 2014, el circuit francès va anunciar el seu desig de tornar al calendari del campionat del món i acollir el Gran Premi de França a partir de la temporada del 2015, però Ecclestone va negar que la Fórmula 1 pogués tornar a França en un futur proper. No fou fins a la temporada del 2018 que n'hi tornà a haver una edició, tot i que ara al circuit Paul Ricard, cosa que va certificar l'abandonament definitiu de Magny-Cours per part de la Fórmula 1. Malgrat la seva absència, però, la pista continua renovant regularment la seva llicència de grau 1 de la FIA.
Actualment, el circuit es fa servir per a diversos esdeveniments internacionals com ara el Gran Premi de Superbike de França.

## Característiques
Equipat amb un asfalt molt suau i regular, el circuit és poc popular ja que no ofereix oportunitats d'avançament i també perquè es troba en una zona rural de difícil accés i sense gaire més atraccions. Bernie Ecclestone ha criticat durament al llarg dels anys no només el circuit sinó també els voltants, que no han assolit els nivells de desenvolupament esperats i causaven molèsties considerables als equips participants en el campionat del món, fet que li va valdre al circuit el sobrenom de "catedral en el desert".
Diversos revolts del traçat actual duen el nom d'altres circuits, com ara el ràpid revolt d'Estoril o la forquilla d'Adelaida; els revolts anomenats d'aquesta manera solen reproduir la tendència de revolts presents en aquells circuits.
L'interès de les curses pot canviar ràpidament en cas de pluja, com va passar el 1999 quan la victòria va anar inesperadament a Heinz-Harald Frentzen amb el Jordan.

## Traçat

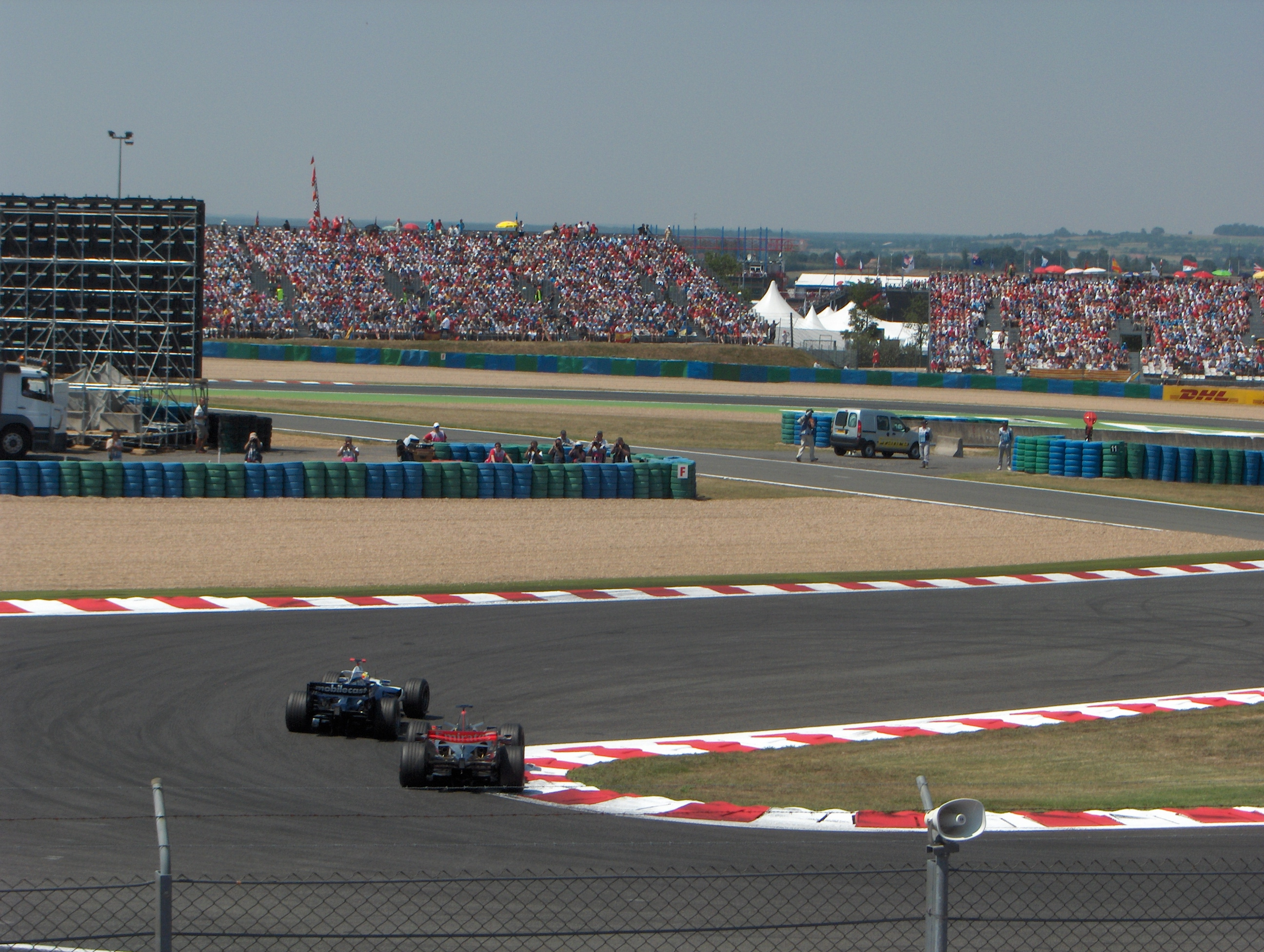
Dos corredors al revolt d'Adelaida durant el GP de

Després de les obres d'ampliació acabades als anys 80, el traçat ha sofert pocs ajustaments al llarg dels anys. El primer es va produir el 1992, quan es va retirar la xicana que seguia uns metres el revolt d'Adelaida, considerada més aviat inútil perquè venia després d'un punt ja molt lent. El 2003 es va modificar la part final de la pista per tal d'oferir més oportunitats d'avançament, en particular el revolt de Château d'Eau es va estrènyer i, per tant, s'hi condueix a una velocitat més baixa, mentre que el del Lycèe pin va ser completament substituït; l'extensió després del Château d'Eau és més llarga i gira cap a l'esquerra. Un cop arribats als boxs, hi ha un revolt a la dreta força estret, on de vegades és possible intentar avançar, i després una xicana dreta-esquerra que porta de nou a la recta inicial.
Paral·lelament, s'ha modificat la sortida de boxs, que abans es feia precisament al punt on els cotxes reprenien la corda quan circulaven per la rapidíssima Grande Courbe; en el disseny actual, s'ha traslladat a l'exterior del revolt d'Estoril, de manera que els cotxes tornen a la pista a major velocitat i en una trajectòria diferent dels cotxes que arriben des del tram de sortida.

### Historial del traçat

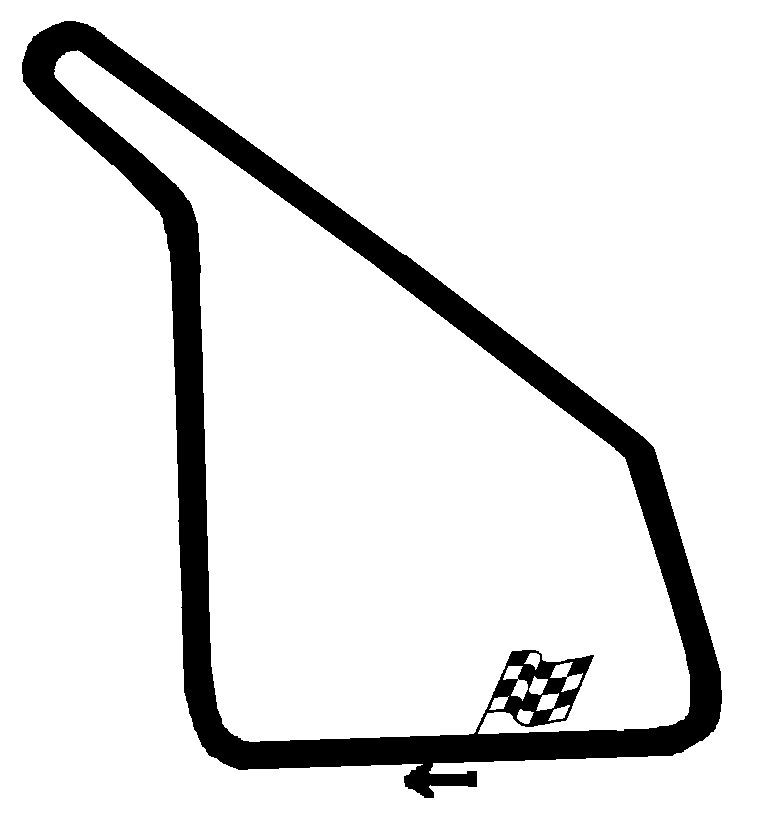
La configuració del primitiu circuit Jean Behra (1960-1988)
La configuració de 4.271 m emprada al GP de 1991
La configuració de 4.250 m emprada de 1992 a 2002